# Mozart: Versenymű hegedűre, zongorára és zenekarra
W. A. Mozart D-dúr versenymű hegedűre, zongorára és zenekarra, K. 315f (Köchel függelék 56), Mozart egyik befejezetlen műve.

## Keletkezéstörténet
Mozart hegedűs-zongorás versenyműve Mannheimben, 1778-ban keletkezett. November 12-i levelében a következőket írja apjának: „Egy Academie des Amateurs – olyan, mint a párizsi – van megalakulóban. Fränzl úr a vezető hegedűs. Ezért éppen egy hegedűre és zongorára íródott versenyművön dolgozom”. 
Tehát az mindenképpen ismert, hogy Ignaz Fränzl volt a kiszemelt hegedűs, és Mozart zongorázott.
Alfred Einstein szerint a művet azért nem fejezte be, mert a mannheimi zenekar feloszlott. Azonban ez azon az éven belül kicsit korábban történt, amikor is a választófejedelem áttette a székhelyét Münchenbe, és magával vitte a zenekart is. Így ez „Academie des Amateurs” pótolta a zenekart. Tehát a koncert más ok miatt szakadt félbe. Valószínűleg, mivel decemberben Mozart távozott Mannheimből; talán az „Akadémia” nem indult be olyan hamar, ahogy ő gondolta. Hogy hazafelé menet miért nem fejezte be, az nyitott kérdés marad.

## Zene
Mozart csak az első tételen dolgozott, abból is csak 120 ütemen, ebből hetvennégyet még meg is hangszerelt. A versenymű többi része szerencsére vázlatok formájában fennmaradt, ezért ma rekonstrukciókból ismerhetjük a művet.
A szólóhegedű a 75. ütemben lép be, és a többi hegedűversenyhez hasonlóan az élénk formáját hozza. A zongora a 86. ütemben veszi át a szerepet. A 100. ütemben találkoznak; a hegedűé lesz a vezető szerep, és a zongora csak kísér. Egy csodálatos passzázs vezet minket a 120. ütembe, ahol a rendesen kidolgozott szakasz véget ér.

## Külső hivatkozások
- K315f (Anh 56) Concerto for Violin and Piano – Dennis Pajot és Thomas Ford írása a Mozart Forumon